# Heinrich Stillings häusliches Leben
Heinrich Stillings häusliches Leben (ursprünglich Henrich Stillings häusliches Leben) ist der vierte Teil der Autobiografie von Johann Heinrich Jung-Stilling, erschienen 1789. Als Fortsetzung von Heinrich Stillings Jugend (1777), Heinrich Stillings Jünglingsjahre (1778) und Heinrich Stillings Wanderschaft (1778) beschreibt er sein Leben als Arzt und als Professor für Wirtschaft. Es folgte noch Heinrich Stillings Lehrjahre (1804).

## Inhalt
Stilling und seine Frau Christine ziehen 1772 nach Schönenthal. Die früheren pietistischen Freunde bleiben auf Distanz, und die Praxis läuft schleppend an. Die zufällige Heilung einer Epilepsie bringt Zulauf. Von Neidern als Scharlatan bezichtigt, muss sich Stilling vom Kollegium examinieren lassen. Nach einer Krankheitsperiode seiner Frau entlässt er die nachlässige Magd. 
Die Brüder Vollkraft trösten Stilling in seiner Lage, obwohl er niemand seine Sorgen zeigt, und motivieren ihn zum Schreiben. Sein Einsatz für Arme und die Streuung seiner Forderungen treiben ihn in Schulden, doch göttliche Zufälle retten ihn immer genau rechtzeitig. Der nachdrückliche Therapiewunsch einer starblinden Patientin bringt ihn zum Starstechen, was ihm zusammen mit einer Notentbindung wiederum Ansehen, aber auch Ärger einbringt. Christine bekommt nach einer Tochter einen Sohn. Stillings Vater kommt zu Besuch, kurz darauf Studienfreund Goethe mit Lavater, mit dem er sich anfreundet.
Stilling reist über die Heimat zu Goethe nach Frankfurt, um einen reichen Starblinden zu operieren, der ihm tausend Gulden zahlt, obwohl es misslingt. Die meisten anderen Patienten sind mittellos, und daheim spottet man wieder. Ein erneuter Anstandsbesuch in Frankfurt auf eigene Kosten verläuft nicht besser. Stilling findet Freunde in einem wissenschaftlichen Lesekreis und bei Eröffnung einer Mineralquelle. Aus seinen Schulden beim Wohnungsumzug rettet ihn Goethes Geldbrief, der seine Jugendgeschichte ohne sein Wissen hat drucken lassen.
Stilling ist erschüttert, dass man ihn für seinen Roman als Freigeist verachtet und Patienten warnt, er sei verrückt. Als er einem Freund von der staatswirtschaftlichen Gesellschaft seine Lage erklärt, verschafft der ihm 1778 eine Professorenstelle für Landwirtschaft, Technologie, Handlung und Vieharzneikunde an der neuen rittersburger Akademie. Stilling sieht seine Bestimmung. Die Schönenthaler lästern, besonders, als sich der Plan zu zerschlagen scheint, was er als Läuterung der Vorsehung deutet. Nach einer erfolglosen Armamputation praktiziert er künftig nur noch das Starstechen. Seine Gläubiger sind so großzügig, dass er genau das nötige hat. Nach Aussprache mit dem Schwiegervater, fährt er mit Frau und Kindern nach Rittersburg.
Der Ort liegt in felsiger Landschaft mit Tannenwäldern und alten Burgen, aber sie werden freundlich aufgenommen. Stilling hält Kollegien und schreibt sein Buch Versuch einer Grundlehre sämtlicher Kameralwissenschaften. Leider verausgabt er sich finanziell beim Auftrag, ein Landgut zu restaurieren. Zwei missgünstige Gelehrte versuchen, ihm durch seine protestantische Religion zu schaden. Unter dem Schuldendruck veröffentlicht er die Romane Florentin von Fahledorn und Theodore von der Linden. Christine erkrankt und stirbt 1781.
Stilling gibt die Kinder in Erziehung und lebt traurig allein, bis das Ehepaar Kühlenbach bei ihm einzieht. Als sie wegziehen, macht Stilling verschiedene Heiratsanträge, die fehlschlagen. Er erkennt, seine erste Ehe sei doch nicht Wille der Vorsehung gewesen, der er sich nun ergibt. Da schreibt ihm Kanzlerin Sophie von la Roche, die er beim Herzog in Koblenz kennengelernt hatte, von ihrer tugendhaften Freundin Selma. Stilling trifft Selma mit ihrem Bruder in ihrem Garten. An einem Abend zu Gast im kunstvollen Garten von Kaufmann Schmerz erfährt sie per Brief von seinen Schulden, aber bleibt bei ihm.
Der Autor fasst Selmas Lebensgeschichte zusammen, die als Halbwaise viel auszustehen hatte, und gibt die Rede des befreundeten Pfarrers zur Trauung am 16. August 1782 in Kreuznach wieder. Sie machen eine Hochzeitsfahrt in zwei Kutschen zum Grafenpalast von Geisenheim und durch den Niederwald. Auf der Rückfahrt über den Rhein werden die Frauen von betrunkenen Fährschiffern fast ins Binger Loch gesteuert. Selma übernimmt Kindererziehung und Haushaltskasse, schließlich sind sie schuldenfrei. Die Akademie zieht 1784 nach Heidelberg, wo er durch sein Starstechen und eine gute Jubiläumsrede beliebt und 1787 nach Marburg befördert wird, so dass er sein wirtschaftswissenschaftliches System ausarbeiten kann. Stillings Schwiegervater stirbt. Der Vater kommt zu Besuch.

## Stil
Stilling erklärt stellenweise den Stil seiner Wiedergabe mit Faktentreue. Er scheint jeden Gang der Ereignisse im Nachhinein als Fügung der Vorsehung zu deuten, die ihn läutert und zur rechten Zeit voranbringt, und schließt das Buch mit dem Rat zu christlicher Wohltätigkeit. Eigene lyrische Einlagen unterbleiben bis auf Stillings Lobgesang nach dem 118. Psalm Davids als Anhang. Christine rezitiert bei ihrem Tod ein Kirchenlied Unter Lilien jener Freuden. In Kaufmann Schmerz' Garten ist ein Gedicht in Stein gemeißelt. Stillings eigene Bildsprache ist gelegentlich erkennbar, wenn ein hässliches Wasser als schlangenförmig beschrieben, der Herbst mit Trauerzeit gleichgesetzt oder von Worten wie kühler Tau auf brennenden Herzen die Rede ist.

## Erwähnte Orte, Personen und Bücher
Der Ort Schönenthal ist wie schon in den früheren Bänden Elberfeld, Rittersburg ist Lautern. Stilling lernt in diesem Band Lavater kennen, dessen Physiognomie ihn bedeutend inspiriert haben muss. Gelesene Bücher werden wenig erwähnt (Eulers Briefe an eine deutsche Prinzessin; Das Leben und die Meinungen des Magisters Sebaldus Nothankers), dafür einige von Stillings ersten eigenen Veröffentlichungen: Heinrich Stillings Jugend; Ase-Neitha, eine orientalische Erzählung; Die Schleuder eines Hirtenknaben gegen den hohnsprechenden Philister, den Verfasser des Sebald Nothankers; Theodizee des Hirtenknaben zur Berichtigung und Verteidigung der Schleuder desselben; Die Geschichte des Herrn von Morgenthau; Versuch einer Grundlehre sämtlicher Kameralwissenschaften; Florentin von Fahledorn; Theodore von der Linden.